# كرة السلة في دورة الألعاب العربية 1953

## نظام البطولة
اشترك في المسابقة أربعة منتخبات عربية. لعبت بطريقة الدوري لمرحلة واحدة. ليتأهل المتصدر والوصيف إلى المباراة النهائية ويلعب الثالث والرابع على الميدالية البرونزية.

## الدول المشاركة
| - مصر - سوريا - فلسطين - الأردن |

## النتائج الكاملة
- الدور الأول
- مصر  93-30  الأردن
- مصر  61-40  سوريا
- سوريا  62-27  فلسطين
- سوريا  82-27  الأردن
- مصر  94-21  فلسطين
- الأردن 44-23  فلسطين
- الموقف في الدور الأول

| الفريق | لعب | فوز | خسر | له  | عليه | الفرق | نقاط |
| ------ | --- | --- | --- | --- | ---- | ----- | ---- |
| مصر    | 3   | 3   | 0   | 248 | 92   | 156   | 6    |
| سوريا  | 3   | 2   | 1   | 185 | 115  | 70    | 5    |
| الأردن | 3   | 1   | 2   | 101 | 198  | -97   | 4    |
| فلسطين | 3   | 0   | 3   | 71  | 200  | -129  | 3    |

- تحديد المركز الثالث

الأردن  44-32  فلسطين
- المباراة النهائية

مصر  61-41  سوريا

## الترتيب النهائي
| حدث       | الذهبية | الفضية | البرونزية |
| --------- | --- | --- | --- |
| كرة السلة | مصر - يوسف عباس - جورج شلهوب - حسين كامل منتصر - مدحت بهجت - فؤاد أبو الخير - أرمان كاتافوجو - عبد الرحمن حافظ - سامي منصور - ريمون صابونجي - برج طوسنيان - يوسف أبو عوف - عبد الحميد زكبي | سوريا - هنري سمعان - مامون رحال - أحمد سميح قدسي - محمد شناوي - وليد خياط - أحمد يونس صادق - سعد قيطور - أحمد كركوكلي - محمد تيسير مشنوق - فؤاد حبش - محمد فرزت حبش - محمد نزار الشناوي - عبد الفتاح الفتاحي | الأردن - سليمان الطويل - راشد خلوف - ممدوح خورما - عز الدين الطويل - كريكور زادوريان - حنا متى - معين جدعون - نوارير فرتنيان - جلال جميل البسماطي - ماكرو برادوديان - فاهي كازديان - داود عبد الهادي - جورج مادنوسيان - كرابيس فيزويان |